# Aglaophenia struthionides
Aglaophenia struthionides is een hydroïdpoliep uit de familie Aglaopheniidae. De poliep komt uit het geslacht Aglaophenia. Aglaophenia struthionides werd in 1860 voor het eerst wetenschappelijk beschreven door Murray. 